# Космос-1686
Космос-1686 (ТКС-4) — радянський модифікований варіант безпілотного транспортного корабля постачання (ТКС-М), призначений для стикування з орбітальною станцією «Салют-7».

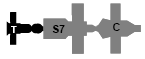
Схема орбітального комплексу «Союз Т-14+Салют-7+Космос-1686»

Запущений 27 вересня 1985 року ракетою-носієм Протон-К, зістикувався з комплексом «Салют-7-Союз Т-14» 2 жовтня 1985 року з боку перехідного відсіку. В цей час на станції перебував п'ятий основний екіпаж: командир ЕО-5 Васютін Володимир Володимирович, бортінженер ЕО-5 Савіних Віктор Петрович, космонавт-дослідник ЕО-5 Волков Олександр Олександрович.
Комбінований комплекс «Салют-7-Космос-1686» важив 43 тонни. «Космос-1686» став додатковим модулем станції і майже удвічі збільшив житловий об'єм станції. «Космос-1686» доставив на борт станції 4322 кг витратних матеріалів і спецобладнання понад 80 найменувань — агрегати систем забезпечення газового складу і життєзабезпечення, агрегати асенізаційного пристрою, контейнери з їжею, водою, одягом, буферну батарею, кабелі, бортову документацію, наукову апаратуру, зокрема розсувна ферма «Маяк», наукове обладнання масою 1255 кг для проведення понад 200 експериментів.
«Космос-1686» доставив у баках 1550 кг палива для підтримки орбіти станції «Салют-7», її орієнтації та стабілізації — ці функції ТКС-М почав виконувати після стикування зі станцією. Модуль істотно додав системі електроживлення, передаючи на «Салют-7» до 1,1 кВт електроенергії.
Військово-прикладний оптичний комплекс «Піон-К» з лазерно-електронним телескопом (розробки КБ «Фотон» КОМО) призначався для оптичного спостереження з високою роздільною здатністю, а також для виконання програми «Октант» в інтересах системи контролю космічного простору і ПРО. Об'єктами спостереження «Піона-К» повинні були стати спеціальні цілі, відокремлювані з пускових пристроїв, закріплених назовні 74П (програма «Октант»). Планувалось спостерігати різні об'єкти на Землі (експеримент «Поверхность»), на поверхні океану («Зебра») і літаючі об'єкти в атмосфері («Оболонка»). Для проведення військово-прикладних досліджень спектральних характеристик випромінювання фону Землі в інфрачервоному діапазоні призначався також масрадіоспектрометр Фур'є МРСФ-ІК розробки ГОІ ім. Вавілова. Спеціальні кутові відбивачі, які передбачалося відстрілювати від модуля, при роботі спільно з «Піоном-К» служили для відпрацювання методів контролю космічного простору і ПРО.
Для виконання «цивільних» експериментів на ТКС-М стояла наукова апаратура шести найменувань. Радіометр «Озон» розробки Ленінградського державного університету та КБ «Інтеграл» призначався для дослідження сонячної радіації та концентрації озону на висотах 15-70 км. Спектрометр «Фаза» (розробник ЦАФА АН ЕССР) використовувався для вивчення сріблястих хмар (вимірювання спектральних характеристик аерозолів в атмосфері). Апаратура «Севан» розробки НДІ фізики конденсованих середовищ Єреванського ГУ вимірювала ядерний склад космічного випромінювання і легких частинок високих енергій. Для дослідження параметрів космосу та їхньої стандартизації НІІЯФ МГУ створив установку «Канопус». ІКД АН СРСР розробив прилад «Нега» для реєстрації нейтронів і гамма-квантів. Апаратура ІТС 7 призначалась для дослідження зірок і Сонця в інфрачервоному діапазоні (розробник ФІАН СРСР).
Під час польоту у зв'язку з хворобою Васютіна командиром експедиції до закінчення польоту призначили Савіних. 21 листопада 1985 року комплекс достроково полишив п'ятий основний екіпаж на кораблі Союз Т-14: командир ЕО-4,5 Савіних Віктор Петрович, бортінженер ЕО-5 Васютін Володимир Володимирович, космонавт-дослідник ЕО-5 Волков Олександр Олександрович.

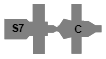
Схема орбітального комплексу «Салют-7+Космос-1686»

Після припинення робіт на орбітальній станції «Салют-7» передбачалось її збереження на високій орбіті (ТКС-4 своїми двигунами підняв орбіту станції до висоти 495 км) для подальшого відродження або повернення на Землю в рамках програми кораблів багаторазового використання «Буран», проте програму «Буран» закрили після одного випробувального польоту. Ще до цього паливо на ТКС-М і на станції «Салют-7» було практично вироблено — 19-22 серпня 1986 року наземні диспетчери збільшили висоту орбіти комплексу «Салют-7-Космос 1686» з 474 км до 492 км за допомогою двигунів «Космоса-1686». Це знизило рівень палива до 70 кг (приблизно 500 кг були необхідні для контрольованого гальмування). Крім того, «Космос-1686» і «Салют-7» після залишення станції екіпажем зазнали значних збоїв систем, що зробило комплекс неконтрольованим. 1990 року зросла сонячна активність, і орбітальний комплекс став швидко втрачати висоту орбіти й некеровано зійшов з неї 7 лютого 1991 року. Уламки станції і ТКС-4 впали на Аргентину та Чилі.